# Saint-Quentin-sur-le-Homme
Saint-Quentin-sur-le-Homme település Franciaországban, Manche megyében. Lakosainak száma 1340 fő (2022. január 1.). Saint-Quentin-sur-le-Homme Saint-Loup, Ducey-Les Chéris, Marcilly, Poilley, Pontaubault, Saint-Ovin, Le Val-Saint-Père és Avranches községekkel határos.

## Népesség
A település népessége az elmúlt években az alábbi módon változott:
| Lakosok száma | 807  | 1004 | 1007 | 1195 | 1206 | 1219 | 1296 | 1345 | 1357 | 1340 |
|               | 1968 | 1982 | 1990 | 2006 | 2013 | 2015 | 2017 | 2019 | 2020 | 2022 |